# Durrës (præfektur)
Durrës er et af Albaniens tolv præfekturer. Administrationscenteret er byen Durrës. 1. januar 2017 havde præfekturet 284.823 indbyggere.
Præfekturet består af kommunerne Durrës, Krujë og Shijak. Det dækker de tidligere distrikter Durrës og Krujë.